# Estación de Terminal de Carga
Terminal de Carga fue un apeadero de ferrocarril de la línea Málaga-Fuengirola (P.K. 7,3) con parada de trenes de la línea C-1 de Cercanías Málaga. Este apeadero estaba situado junto a la terminal de carga del Aeropuerto de Málaga-Costa del Sol, España.
Esta estación fue sustituida por la estación subterránea de Aeropuerto en 2010 debido al soterramiento de la línea férrea con motivo de la construcción de la segunda pista del Aeropuerto de Málaga.